# Karim Aliouane
 (novembre 2015).
Karim Aliouane est un boxeur pieds-poings français, né le 27 janvier 1982.
Il mesure 1,84 m pour 72 kg.[réf. souhaitée]
Il est champion du monde de muay thaï Wako Pro en moins de 71 kg en battant le Thaïlandais Pethnamek Sor Siriwat, précédant détenteur de cette ceinture le 6 décembre 2008.
Il est à présent entraîneur.[réf. souhaitée]